# Кудельчин
Кудельчин (пол. Kudelczyn) — село в Польщі, у гміні Беляни Соколовського повіту Мазовецького воєводства.
Населення — 135 осіб (2011).
У 1975-1998 роках село належало до Седлецького воєводства.

## Демографія
Демографічна структура станом на 31 березня 2011 року:
|          | Загалом | Допрацездатний вік | Працездатний вік | Постпрацездатний вік |
| -------- | ------- | ------------------ | ---------------- | -------------------- |
| Чоловіки | 64      | 13                 | 43               | 8                    |
| Жінки    | 71      | 18                 | 33               | 20                   |
| Разом    | 135     | 31                 | 76               | 28                   |